# Ace Tone
Ace Electronics Industries, plus connu sous le nom Ace Tone, est un constructeur japonais de matériel audio fondé en 1960.

## Historique
Fondée en 1960 par l'ingénieur japonais Ikutaro Kakehashi, futur fondateur de Roland, sous le nom de Ace Electronics Industries, l'entreprise est plus connue sous le nom Ace Tone, marque présente sur la plupart de ses instruments et sur certains instruments produits ultérieurement par Roland et Hammond.
En 1968, Ace Tone forme une coentreprise avec le constructeur américain Hammond sous le nom Hammond Japan.
En 1972, Ikutaro Kakehashi quitte l'entreprise pour fonder Roland,.

## Produits

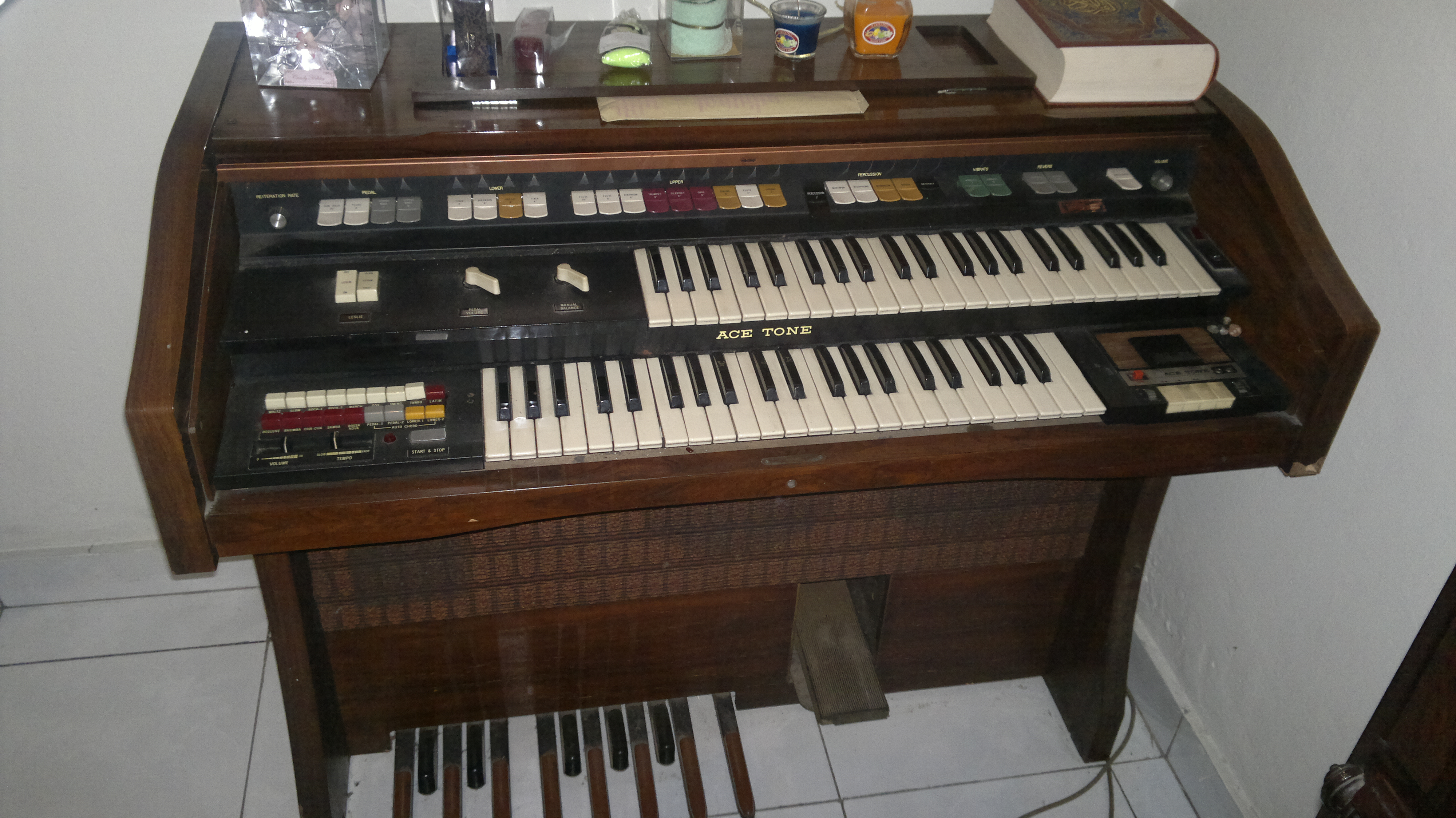
Orgue électronique Ace Tone

Ace Tone conçoit et produit des amplificateurs, des orgues électroniques, des boîtes à rythmes, et des pédales d'effet.